# Liste der Kulturdenkmale in Emmingen-Liptingen
In der Liste der Kulturdenkmale in Emmingen-Liptingen sind die Bau- und Kunstdenkmale in der Gemeinde Emmingen-Liptingen (Landkreis Tuttlingen) verzeichnet. Sie leitet sich aus der Liste des Landesdenkmalamts Baden-Württemberg, dem „Verzeichnis der unbeweglichen Bau- und Kunstdenkmale und der zu prüfenden Objekte“ ab. Dieses Verzeichnis ist nicht öffentlich und kann nur bei „berechtigtem Interesse“ eingesehen werden. Die folgende Liste ist daher nicht vollständig und beruht auf anderweitig veröffentlichten Angaben.
Zusätzlich diente der Denkmalrundgang der Gemeinde Liptingen als Quelle. Nicht in der Denkmalliste geführte Bauwerke sind mit * gekennzeichnet.

## Allgemein
- Bild: Zeigt ein ausgewähltes Bild aus Commons, „Weitere Bilder“ verweist auf die Bilder im Medienarchiv Wikimedia Commons.
- Bezeichnung: Nennt den Namen, die Bezeichnung oder die Art des Kulturdenkmals.
- Lage: Straßenname und Hausnummer oder Flurstücknummer des Kulturdenkmals, gegebenenfalls auch den Ortsteil. Die Grundsortierung der Liste erfolgt nach dieser Adresse. Der Link (Karte) führt zu verschiedenen Kartendiensten mit der Position des Kulturdenkmals. Fehlt dieser Link, wurden die Koordinaten noch nicht eingetragen. Sind diese bekannt, können sie über ein Tool mit einer Kartenansicht einfach nachgetragen werden. In dieser Kartenansicht sind Kulturdenkmale ohne Koordinaten mit einem roten bzw. orangen Marker dargestellt und können durch Verschieben auf die richtige Position in der Karte mit Koordinaten versehen werden. Kulturdenkmale ohne Bild sind an einem blauen bzw. roten Marker erkennbar.
- Datierung: Baubeginn, Fertigstellung, Datum der Erstnennung oder grobe zeitliche Einordnung entsprechend des Eintrags in der zuständigen Denkmaldatenbank (Landesamt für Denkmalpflege Baden-Württemberg).
- Beschreibung: Kurzcharakteristik des Kulturdenkmals.

## Kulturdenkmale in der Gemeinde Emmingen-Liptingen

### Emmingen ab Egg
| Bild | Bezeichnung                               | Lage                                    | Datierung           | Beschreibung | ID |
| ---- | ----------------------------------------- | --------------------------------------- | ------------------- | --- | -- |
|      |                                           | Donaustraße 17/Ecke Kirchstraße (Karte) | 1850                | Wegkreuz aus Sandstein mit Metallkorpus, Inschriften:„Blick vom Feld mit frommem Sinn, Recht oft an dieses Kreuz hierhin. Damit die liebe Feldes Frucht, vom Hagel nicht wird heimgesucht. Von Gott gesegnet. Jedermann sie in die Scheuer bringen kann!“, „Halt ab die bösen Geister, schütze uns sei unser Retter. / Herr entferne jeden Schaden und lass reiffen unsere Saaten“. „Jesus strecke deine Arme, segnend über diese Flur, deiner Kinder dich erbarme, und erquicke die Natur.“ „Es ist vollbracht!“ Geschützt nach § 2 DSchG |    |
|      | Heimatmuseum                              | Hauptstraße 21 (Karte)                  |                     | Zweigeschossiges Einhaus mit Satteldach, einschließlich Scheune, Schopf und Stall, 17./18. Jahrhundert. Geschützt nach § 2 DSchG | BW |
|      | Schächerkapelle                           | Hegaustraße 1 (Karte)                   | 1768                | Kapellenartiger Bau, eingeschossig mit Walmdach. Im Innern drei Kreuze mit Christus und den beiden Schächern, 1954, 1977 und 1994 renoviert Geschützt nach § 2 DSchG |    |
|      | Friedhof                                  | Gewann Hinterwies (Karte)               |                     | Ummauerter Friedhof Geschützt nach § 2 DSchG | BW |
|      | Dorfbrunnen                               | In der Burg (Karte)                     |                     | Oktogonales Brunnenbecken aus Gusseisen mit Brunnenstock an der Längsseite Geschützt nach § 2 DSchG |    |
|      | Katholische Pfarrkirche St. Sylvester     | Kirchstraße 1 (Karte)                   | 1842                | Neoromanische Kirche, nach Plänen des Bauinspektors Martin errichtet, Turm von 1584, barocker Hauptaltar von Johann Pöllandt, Schongau, 1688. Seitenaltäre Chorgitter und Chorstühle stammen aus der Kirche des Klosters Amtenhausen, Orgel von Martin Braun (1842/44), Ausmalung 1902 durch Gebrüder Mezger aus Überlingen Geschützt nach § 2 DSchG | BW |
|      | Gefallenendenkmal 1870/71                 | bei Kirchstraße 1                       | 1870/71             | Von Reichsadler bekrönte Sandsteinstele, Bronzetafeln mit Profil von Otto von Bismarck am Sockel und den Teilnehmern am Deutsch-Französischen Krieg Geschützt nach § 2 DSchG |    |
|      | Brunnen                                   | bei Lindenstraße 1                      |                     | Achteckiger Brunnen, Brunnensäule mit Adler. Inschrift: „1860 Emmingen ob Eck“ Geschützt nach § 2 DSchG |    |
|      | Mühle                                     | Mühlengasse 6 (Karte)                   | 17./18. Jahrhundert | Ehemaliges Mühlengebäude, zweigeschossiges Einhaus mit Satteldach, einschließlich Scheune, Schopf und Stall Geschützt nach § 2 DSchG | BW |
|      | Kegelhannese Kreuz                        | Gewann Obere Riedbreite                 | 1899                | Steinkreuz mit Korpus, hoher Sockel, Kreuzarme mit Kleeblattenden, Inschriften:„Was will das Kreuz das am Wege steht? Es will jedem der vorüber geht das süße Wort der hoffnung sagen. Das Kreuz hilft dich zum Him[m]el tragen!“, „Gestiftet von Johan Reutebuch u. Elisabetha Braun. 1899.“ Geschützt nach § 2 DSchG |    |
|      | Schenkenbergkapelle „Unserer lieben Frau“ | Schenkenberg 20 (Karte)                 | 1720-1726           | Wallfahrtskapelle mit Hochaltar vermutlich von Johann Anton Schupp aus Villingen, an den Langhauswänden befinden sich rund 150 Votivtafeln (bis ins 17. Jahrhundert zurückgehend) Geschützt nach § 2 DSchG |    |
|      | Pfarrhaus                                 | Schulstraße 4 (Karte)                   | 1914                | Katholisches Pfarrhaus, zweigeschossig über hohem Sockelgeschoss. Satteldach und giebelseitiger zentraler Eingang Geschützt nach § 2 DSchG | BW |
|      | Rathaus                                   | Schulstraße 8 (Karte)                   | 1845/46             | Zweigeschossiger Bau mit Satteldach, Rundbogenarkaden am Haupteingang und hölzernem Dachreiter, als Rat- und Schulhaus errichtet, später Umbau der Zehntscheune Geschützt nach § 2 DSchG | BW |
|      | Altes Schulhaus                           | Schulstraße 12 (Karte)                  | 1911                | Zweigeschossiger Bau über hohem Sockelgeschoss mit Krüppelwalmdach, zweigeschossigem Zwerchhaus mit Satteldach sowie turmähnlichem Anbau, nach Plänen der Großherzoglichen Bezirksbauinspektion errichtet Geschützt nach § 2 DSchG | BW |
|      | Winklerhof                                | Winklerhof (Karte)                      | 1885                | Gehöft, bestehend aus Wohngebäude, Wirtschaftsgebäude (durch Treppengiebel von Wohngebäude getrennt), kleinem Nebengebäude im Osten, Schweinestall, Backhaus und Brunnen. Geschützt nach § 2 DSchG | BW |
|      | Sebastianskapelle                         | Zeilen 5 (Karte)                        | 15. Jahrhundert     | Romanischer Ursprungsbau, Chor mit Wandmalereien aus dem 15. Jahrhundert, um 1730 erhöht und barockisiert, Barocker Altar Geschützt nach § 2 DSchG |    |
|      | Feld- und Pestkreuze                      | Ortsausgänge                            |                     | Doppelkreuz (Pestkreuz) und Bildstock sowie drei weitere Holzkreuze (Nachbildung des Kalvarienbergs) in Erinnerung an die Pestepidemien der Jahre 1629, 1633 und 1639. Geschützt nach § 2 DSchG |    |

### Liptingen
| Bild | Bezeichnung                    | Lage                               | Datierung              | Beschreibung | ID                                 |
| ---- | ------------------------------ | ---------------------------------- | ---------------------- | --- | ---------------------------------- |
|      | Bühlmühlekreuz                 | Bühlmühle (Karte)                  | 1850                   | Metallkreuz mit hohem, schmalem Sandsteinsockel und Korpus Geschützt nach § 2 DSchG |                                    |
|      | Altes Zollhaus                 | Emminger Straße 2 (Karte)          | 1710                   | als Zollamtsgebäude errichtet, diente es nur 30 Jahre lang als Zollhaus Geschützt nach §§ * DSchG |                                    |
|      | Gasthaus „Zur Sonne“           | Emminger Straße 4 (Karte)          | Anfang 1600            | Das Gebäude besitzt zwei gewölbte Keller Geschützt nach §§ * DSchG |                                    |
|      | „Altes Schulhaus“              | Emminger Straße 8 (Karte)          | 1835                   | Geschützt nach §§ * DSchG |                                    |
|      | „Alter Kindergarten“           | Emminger Straße 9 (?) (Karte)      | 1959                   | Geschützt nach §§ * DSchG | Alter Kindergarten (Liptingen).jpg |
|      | Fürstenbühl-Kreuz              | Gewann Fürstenbühl (Karte)         |                        | Sandsteinkreuz ohne Korpus, mit Kleeblattenden und gestuftem Sockel zum Gedenken an die Schlacht von Liptingen / Stockach am 25. März 1799. Inschrift:„Im Kampfe für das deutsche Vaterland fand hier den Tod Carl Alois Fürst von Fürstenberg K. K. Feldmarschall Lieutnant am 25. März 1799. Er ruhe in Frieden!“ „Dem Andenken seines Großvaters geweiht von Carl Eugen Fürst zu Fürstenberg 1857“, Sockelplatte:„Carl Egon Fürst zu Fürstenberg erneuerte dieses Denkmal 1894“. 1990 renoviert, umgeben von schmiedeeisernem Zaun Geschützt nach § 2 DSchG |                                    |
|      | Wegkreuz                       | Herrenstraße (Karte)               | 1960                   | Wegkreuz mit Inschrift:„O mein Gott und Herr / gib alles zu mir was mich fördert zu Dir / 1960“ Geschützt nach §§ * DSchG |                                    |
|      | Gasthaus Kranz                 | Herrenstraße 1 (Karte)             |                        | Geschützt nach §§ * DSchG |                                    |
|      | Großes Haus                    | Herrenstraße 14 (Karte)            | 17. Jahrhundert        | Ehemalige Salemer Zehntscheuer, zweigeschossiger Fachwerkbau über Sockelgeschoss mit Satteldach, eventuell älterer Kern der Salemer Zehntscheune (1509) Geschützt nach § 2 DSchG |                                    |
|      | Großes Haus                    | Herrenstraße 18 (Karte)            |                        | Ehemaliges Armenhaus. Zweigeschossiger Fachwerkbau über Sockelgeschoss mit Satteldach Geschützt nach §§ * DSchG |                                    |
|      | Lourdesgrotte                  | Im Winkel (Karte)                  | 1950er Jahre           | Geschützt nach §§ * DSchG |                                    |
|      | Einhaus                        | Im Winkel 1 (Karte)                | 18./19. Jahrhundert    | zweigeschossiges Einhaus mit Satteldach, ehemals mit Scheune und Stall (von der Herrenstraße aus zugänglich) Geschützt nach § 2 DSchG |                                    |
|      |                                | Im Winkel 12 (Karte)               | 1951                   | Ehemaliges Gemeindehaus Zweigeschossiges Wohn- und Ökonomiegebäude Geschützt nach §§ * DSchG |                                    |
|      | Wohn- und Ökonomiegebäude      | Im Winkel 14 (Karte)               | 17./18. Jahrhundert    | Zweigeschossiges Wohn- und Ökonomiegebäude mit Satteldach und rückwärtiger Wiederkehr (Scheune) Geschützt nach § 2 DSchG |                                    |
|      | Katholische Kirche St. Michael | Rathausstraße 1 (Karte)            | 1726                   | einschließlich der weiteren historischen Ausstattung und Zubehör, Turm aus dem 13./14. Jahrhundert, Hochaltar nach einem Entwurf von J. A. Feuchtmayer mit zwei Figuren (Simon und Judas Thaddäus) heute im Augustinermuseum Freiburg Geschützt nach § 2 DSchG |                                    |
|      | Gefallenendenkmal              | bei Rathausstraße 1                |                        | Gefallenendenkmal Deutsch-Französischer Krieg 1870/71, hohe Granitstele, darauf Reichsadler aus Stahlguss mit bronzenen Gedenktafeln Geschützt nach § 2 DSchG |                                    |
|      | Haus „Stemmer“                 | Rathausstraße 2 (Karte)            | Anfang 20. Jahrhundert | Zweigeschossiges Einhaus mit Krüppelwalmdach, nach Norden segmentbogenförmig vortretender Risalit, Balkonvorbau über Haupteingang, im Giebel Marienfigur mit der Inschrift „Maria stiftet das Haus“. Früher Kaplaneigebäude, ehemaliges Schwesternhaus und zeitweise Kindergarten, heute Pfarrheim St. Michael. Geschützt nach §§ P DSchG |                                    |
|      | Einhaus                        | Rathausstraße 5 (Karte)            | 17./18. Jahrhundert    | Zweigeschossiges Einhaus mit Satteldach, ehemals mit Scheune, Schopf und Stall Geschützt nach § 2 DSchG |                                    |
|      | Einhaus                        | Rathausstraße 7 (Karte)            | 17. Jahrhundert        | Zweigeschossiges Einhaus mit Satteldach, einschließlich Scheune und Stall Geschützt nach § 2 DSchG |                                    |
|      | Einhaus                        | Rorgenwieser Straße 5 (Karte)      |                        | Zweigeschossiges Einhaus mit Satteldach, ehemals mit Scheune, Schopf und Stall Geschützt nach § 2 DSchG |                                    |
|      | Einhaus                        | Rorgenwieser Straße 8 (Karte)      |                        | zweigeschossiges Fachwerkhaus mit Satteldach Geschützt nach §§ * DSchG |                                    |
|      | Wohn- und Ökonomiegebäude      | Rorgenwieser Straße 15 (Karte)     | 18. Jahrhundert        | zweigeschossiges Wohn- und Ökonomiegebäude mit Satteldach, einschließlich Scheune, zweiter Scheune und Stall im etwas zurückgesetztem Bauteil Geschützt nach § 2 DSchG | BW                                 |
|      | Ehemaliger Gasthof „Hirschen“  | Rorgenwieser Straße 17, 19 (Karte) | 18. Jahrhundert        | zweigeschossiges Einhaus mit Satteldach, einschließlich Scheune, Schopf und Stall. Ehemals Gaststube im Erdgeschoss, zuvor Schmiede (sogenannte Schwedenschmiede) Geschützt nach § 2 DSchG |                                    |
|      | Rathaus                        | Stockacher Straße 1                | 1880er Jahre           | Geschützt nach §§ * DSchG |                                    |
|      | Winkelgehöft                   | (Karte)                            | 18./19. Jahrhundert    | bestehend aus Wohnhaus, zweigeschossig mit Satteldach und Wirtschaftsgebäude Geschützt nach § 2 DSchG | BW                                 |
|      | Wandgemälde                    | Stockacher Straße 1, im Rathaus    | um 1900                | Wandgemälde der „Schlacht von Liptingen“ von Malermeister Weißhaupt (Schlacht zwischen Österreichern und Franzosen 25.–27. März 1799) nach einem Augsburger Stich, welcher sich im Rathaus befindet, es befand sich im zwischenzeitlich abgerissenen Gasthaus Löwen. Beim Abbruch wurde das Gemälde aufwändig gesichert |                                    |
|      | Haus Kupferschmied             | Tuttlinger Straße 17 (Karte)       | 1556                   | Winkelgehöft, zweigeschössiger Satteldachbau, einschließlich Scheune (Der Wappenstein 1(5?)65 stammt von der ehemaligen großherzöglichen / nellenburgischen Zehntscheune, die ursprünglich nördlich des alten Pfarrhauses stand) Geschützt nach § 2 DSchG |                                    |
|      | St. Martinskapelle             | Tuttlinger Straße 23 (Karte)       | um 1550                | ursprünglich an einem anderen Standort erbaut und später hierher versetzt. Einschließlich historischer Ausstattung und Zubehör Geschützt nach § 2 DSchG |                                    |
|      | Wehstetter Kapelle             | Wehstetten 9                       |                        | Wehstetter Kapelle, Inschrift: „F. G. 1889“, 2003 renoviert Geschützt nach § 2 DSchG |                                    |
|      | Grenzzeichen                   |                                    |                        | Sachgesamtheit Grenzzeichen der Gemarkungsgrenze Emmingen-Liptingen einschließlich der nicht am ursprünglichen Ort befindlichen Grenzsteine. Ebenfalls Grenzzeichen der Gemarkungswälder Geschützt nach § 2 DSchG |                                    |
|      | Anlagen der Wehrbefestigung    |                                    | 1937                   | Militärische Befestigungsanlagen des Westwalls und der Luftverteidigungszone West des 2. Weltkriegs, die einzelnen, meist gesprengten Anlagen sind jeweils auf die Ablesbarkeit und ihren Erhaltungszustand zu prüfen Geschützt nach § 2 DSchG |                                    |